# Božo Petrović-Njegoš
Božo Petrović-Njegoš (em sérvio: Божо Петровић-Његош; 1846 – 1929), também conhecido como Bogidar Petrovic, foi um nobre e político montenegrino. Primo do rei Nicolau I de Montenegro, ele foi seu herdeiro aparente até o nascimento do príncipe Daniel em 1871. Ele serviu como chefe de governo de Montenegro de 1879 a 1905. Em 1905, a Constituição de Montenegro reduziu a família real montenegrina aos descendentes de Nicolau I, excluindo Božo da linha de sucessão ao trono.

## Biografia
Božo estudou em Paris e retornou a Montenegro após terminar os estudos. Como primo do príncipe Nicolau, Božo foi o herdeiro aparente do Principado de Montenegro de 1860 até o nascimento do primeiro filho de Nicolau, Daniel, em 1871.
Božo casou-se com a nobre, com quem teve dois filhos:
1. Vlado Petrović-Njegoš († 1924), secretário pessoal do rei Alexandre I da Sérvia;[4]
2. ??? Petrović-Njegoš, esposa do Presidente do Governo Montenegrino, Andrija Radović.

Božo foi o comandante do Exército do Sul durante a Guerra Sérvio-Otomana (1876–1878) e obteve grande reconhecimento por sua atuação nas batalhas de Medun e Trijebač. No entanto, em suas memórias, o voivoda Ilija Plamenac afirma que era ele o líder de facto do Exército do Sul, uma vez que Božo era demasiado jovem e inexperiente. Após a guerra, Božo foi o representante montenegrino no Congresso de Berlim. Em 1879 foi candidato ao trono do recém estabelecido Principado da Bulgária.
Após o Congresso, Božo serviu como chefe de governo por mais de 25 anos. Primeiro como presidente do Senado e depois como presidente do Conselho de Estado de 1879 a 1905. Aposentou-se da política com a proclamação da Constituição liberal de Montenegro de 1905. Foi nomeado governador de Shkodër em 1915 após sua ocupação na Primeira Guerra Mundial.
Božo foi preso em dezembro de 1918 durante os acontecimentos que levaram à criação da Iugoslávia. Ele foi detido perto de Nikšić com seus dois irmãos mais novos, o general Đuro Petrović e o ex-vereador distrital Marko Petrović. Todos os três foram presos em Podgorica. Božo e Marko foram libertados depois de quase um ano e partiram para Sarajevo. O general Đuro continuou detido em Podgorica, onde morreu.
Božo morreu em 1929 e foi sepultado no cemitério da Igreja de São Sava em Erakovići, perto de Cetinje.